# Порадув (Нижньосілезьке воєводство)
Порадув (пол. Poradów) — село в Польщі, у гміні Мілич Мілицького повіту Нижньосілезького воєводства.
Населення — 77 осіб (2011).
У 1975—1998 роках село належало до Вроцлавського воєводства.

## Демографія
Демографічна структура станом на 31 березня 2011 року:
|          | Загалом | Допрацездатний вік | Працездатний вік | Постпрацездатний вік |
| -------- | ------- | ------------------ | ---------------- | -------------------- |
| Чоловіки | 36      | 8                  | 26               | 2                    |
| Жінки    | 41      | 9                  | 25               | 7                    |
| Разом    | 77      | 17                 | 51               | 9                    |